# Alessandro Altobelli
Alessandro Altobelli (født 28. november 1955 i Sonnino, Italien) er en italiensk tidligere fodboldspiller (angriber), der blev verdensmester med Italiens landshold ved VM 1982.

## Karriere
Altobelli spillede hele sin karriere i hjemlandet, og tilbragte blandt andet 11 år hos Inter. Her var han med til at vinde både et italiensk mesterskab og to udgaver af pokalturneringen Coppa Italia. Senere i karrieren havde han også ophold hos både Juventus og Brescia.
For det italienske landshold nåde Altobelli at spille 61 kampe, hvori han scorede 25 mål. Han blev verdensmester med holdet ved VM 1982 i Spanien, og spillede tre af italienernes syv kampe i turneringen, herunder finalen mod Vesttyskland, hvor han scorede det ene mål i sejren på 3-1. Han deltog også ved VM 1986 i Mexico, samt ved EM 1980 på hjemmebane og EM 1988 i Vesttyskland.

## Titler
Serie A
- 1980 med Inter

Coppa Italia
- 1978 og 1982 med Inter

VM
- 1982 med Italien